# Jeannette Walls

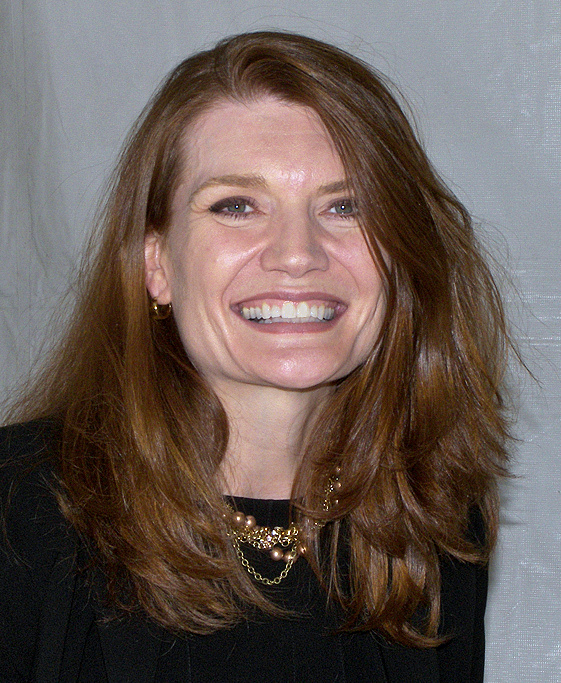
Jeannette Walls 2009

Jeannette Walls (* 21. April 1960 in Phoenix, Arizona) ist eine US-amerikanische Journalistin und Schriftstellerin.

## Leben
Walls studierte am Barnard College und arbeitete über 20 Jahre als Journalistin in New York City und Long Island. Sie schrieb Gesellschaftskolumnen für E! Channel und das New Yorker Magazin Intelligencer und moderierte dreimal wöchentlich eine Live-Sendung im Morgenfernsehen bei MSNBC. Seit 2007 arbeitet sie hauptberuflich als Autorin.
Jeannette Walls veröffentlichte über ihre außergewöhnliche Kindheit 2006 die später verfilmte  Autobiographie Schloss aus Glas, die ihr zu internationaler Bekanntheit verhalf. Der Titel wurde in 23 Sprachen übersetzt. Allein in Deutschland verkaufte sich Schloss aus Glas über 500.000 mal, 26 Wochen stand das Buch auf der Spiegel-Bestsellerliste und wurde im Jahr 2017 von Destin Daniel Cretton verfilmt. Die 2009 veröffentlichte Romanbiographie über ihre Großmutter, Ein ungezähmtes Leben, belegte insgesamt 115 Wochen lang einen Platz auf der Spiegel-Bestsellerliste.
Jeannette Walls lebt mit ihrem Mann in Virginia.

## Werke (Auswahl)
- The glass castle. A memoir. Scribner, New York 2006, ISBN 978-1-4165-4466-1.
  - deutsche Übersetzung: Schloss aus Glas. 21. Auflage. Diana Verlag, München 2011, ISBN 978-3-453-35135-6 (EA München 2006; übersetzt von Ulrike Wasel und Klaus Timmermann).
  - deutsches Hörbuch: Schloss aus Glas. Gekürzte Fassung. Hoffmann & Campe, Hamburg 2006, ISBN 3-455-30436-2 (5 CDs, gelesen von Ulrike Grote).
  - 2017 verfilmt von Destin Daniel Cretton; Schloss aus Glas
- Half broke horses. A true-life novel. Scribner, New York 2009, ISBN 978-1-4165-8628-9.
  - deutsche Übersetzung: Ein ungezähmtes Leben. Roman. Diana-Verlag, München 2011, ISBN 978-3-453-35562-0 (EA Hamburg 2010; übersetzt von Ulrike Wasel und Klaus Timmermann).
  - deutsches Hörbuch: Ein ungezähmtes Leben. Random House Audio, Köln 2010, ISBN 978-3-8371-0366-3 (6 CDs, gelesen von Sandra Borgmann)
- The silver star. A novel. Scribner, New York 2013, ISBN 978-1-4516-6150-7.
  - englisches Hörbuch: The Silver star. Audioworks, New York 2013, ISBN 978-1-4423-6285-7 (7 CDs).
  - deutsche Übersetzung: Die andere Seite des Himmels. Roman. Hoffmann und Campe, Hamburg 2013, ISBN 978-3-455-40465-4 (übersetzt von Ulrike Wasel und Klaus Timmermann)
  - deutsches Hörbuch: Die andere Seite des Himmels. Hoffmann & Campe Audio, Hamburg 2013, ISBN 978-3-455-31001-6 (6 CDs, gelesen von Floriane Kleinpaß).
- Hang the Moon. A novel. Scribner, New York 2023, ISBN 978-1-5011-1729-9.
  - deutsche Übersetzung: Vom Himmel die Sterne. Roman. Hoffmann und Campe, Hamburg 2023, ISBN 978-3-455-01628-4 (übersetzt von Ulrike Wasel und Klaus Timmermann).